# تپه اشاق قلعه
تپه اشاق قلعه مربوط به سده‌های میانه دوران‌های تاریخی پس از اسلام است و در شهرستان ملایر، بخش جوکار، دهستان ترک غربی، روستای اشاق قلعه واقع شده و این اثر در تاریخ ۷ اسفند ۱۳۸۶ با شمارهٔ ثبت ۲۱۶۲۹ به‌عنوان یکی از آثار ملی ایران به ثبت رسیده است.